# Anomala cassiana
Anomala cassiana är en skalbaggsart som beskrevs av Ohaus 1923. Anomala cassiana ingår i släktet Anomala och familjen Rutelidae. Inga underarter finns listade i Catalogue of Life.